# Place Duclos-Pinot
Pour les articles homonymes, voir Duclos et Pinot.
La place Duclos-Pinot est l'une des places majeures de la ville de Dinan. Elle se situe entre la rue Thiers, la rue des Rouairies et la rue du Marchix, principales artères commerçantes du centre-ville.